# Isla Barter
La isla Barter es una isla situada en la costa ártica de los Estados Unidos en el estado de Alaska, al este de la Isla Arey, en el mar de Beaufort. Se trata de cuatro millas (6 kilómetros) de largo y alrededor de dos millas (3 kilómetros) en su punto más ancho.

## La isla
A mediados del siglo XIX, la isla Barter era un centro comercial donde habitaba el pueblo Inupiat. Los Inupiat le dieron cierta relevancia a la isla debido a que en ella podían intercambiar servicios u objetos con la comunidad Inuit de Canadá,
En alrededor de 1919, el comerciante Tom Gordon y su esposa, Mary Gordon Agiaq, pasaron de Barrow a la isla Barter con su familia, algunos familiares, amigos y sus familias. El hermano menor de Mary, Andrew Akootchook, ayudó a elegir la ubicación para el puesto de operaciones, debido a su buen puerto y la ubicación conveniente y accesible para la caza en tierra y mar. Tom Gordon y los colonos construyeron un puesto de operaciones en el sitio y algunas familias se establecieron cerca del puesto comercial de Gordon.
En 1953 y 1954, una pista de aterrizaje y distante de la estación Early Warning Line se construyó en la isla. En 1970, tres cohetes de sondeo de Nike Tomahawk fueron lanzados allí para labores de investigación.